# Burewala
Burewala (en ourdou : بورے والا) est une ville pakistanaise située dans la province du Pendjab et le district de Vehari.
La population s'élevait à 152 097 habitants en 1998. Le recensement de 2017 indique une population de 231 797, soit une croissance annuelle moyenne de 2,2 % depuis 1998, un peu inférieure à la moyenne nationale de 2,4 %. En 2023, la population de la ville monte à 361 664 habitants.
La ville est essentiellement pendjabie, puisque près de 94 % des habitants en parlent la langue, tandis qu'environ 5 % des habitants ont l'ourdou pour langue maternelle.
Essentiellement musulmane, la ville inclut une petite minorité chrétienne, comptant plus de 6 000 fidèles, moins de 2 % des habitants de la ville.
Le taux d'alphabétisation de la ville s'élève à 76 % en 2023 (contre une moyenne nationale de 61 %), dont 79 % pour les hommes et 73 % pour les femmes.
|            | 1972 (rec.) | 1981 (rec.) | 1998 (rec.) | 2017 (rec.) | 2023 (rec.) |
| ---------- | ----------- | ----------- | ----------- | ----------- | ----------- |
| Population | 57 741      | 86 311      | 152 097     | 231 797     | 361 664     |